# Myiarchus stolidus
A Myiarchus stolidus a madarak osztályának a verébalakúak (Passeriformes) rendjébe, a királygébicsfélék (Tyrannidae) családjába tartozó faj.

## Rendszerezése
A fajt Philip Henry Gosse angol természettudós írta le 1847-ben, a Myiobius nembe Myiobius stolidus néven.

## Alfajai
- Myiarchus stolidus dominicensis (H. Bryant, 1867)
- Myiarchus stolidus stolidus (Gosse, 1847)[2]

## Előfordulása
Az Amerikai Virgin-szigeteken, Brit Virgin-szigeteken, a Dominikai Köztársaságban, a Kajmán-szigeteken, valamint Haiti és Jamaica területén honos.
Természetes élőhelyei a szubtrópusi és trópusi síkvidéki és hegyi esőerdők, mangroveerdők, száraz erdők és bokrosok, valamint másodlagos erdők. Állandó, nem vonuló faj.

## Megjelenése
Testhossza 20 centiméter, testtömege-26 gramm.

## Természetvédelmi helyzete
Az elterjedési területe nagyon nagy, egyedszáma ugyan csökken, de még nem éri el a kritikus szintet. A Természetvédelmi Világszövetség Vörös listáján nem fenyegetett fajként szerepel.